# Aéroport de Yongphulla
L'aéroport de Yongphulla (code IATA : YON • code OACI : VQTY) (également appelé aéroport de Yonphula) est un aéroport régional situé au Bhoutan, l'un des quatre aéroports du pays. Il est situé près de la ville de Trashigang, dans le district de Trashigang. Depuis janvier 2015, l'aéroport est fermé en raison de travaux sur la piste.

## Histoire
Jusqu'à récemment l'aéroport de Yongphulla était tout simplement une piste d'atterrissage, situé au sommet d'un terrain montagneux et largement sous-exploitée. Au début des années 2000, l'aéroport a été rénové dans le but de devenir un aéroport régional viable. Il devait être livré en janvier 2010, mais en août 2010, les travaux étaient encore en cours. L'aéroport est finalement achevé et inauguré en décembre 2011, cependant, six mois plus tard, il est fermé pour la réparation de la surface de la piste, après que Druk Air a suspendu ses activités liées à l'aéroport, invoquant des questions de sécurité. Pendant la construction, les contraintes budgétaires avait permis seulement à la moitié de la piste de recevoir des "patchwork réparations". L'aéroport a été construit à l'origine par l'Armée Indienne dans les années 1960 et la piste n'avait pas été refaite depuis.
Alors que l'aéroport a rouvert en janvier 2013, à la suite d'une complète réfection du revêtement de la piste, les vols réguliers de Druk Air vers Yongphulla sont actuellement suspendu en raison d'exigences réglementaires et autres problèmes de sécurité. L'ATR 42-500 utilisé par Druk Air pour les services domestiques, tout en étant en mesure d'atterrir sur les 3,8 % de gradient de piste, n'est pas autorisé à le faire pour des opérations de vol commercial, en raison d'une limitation de 2 pour cent spécifiée dans le manuel de l'aéronef. En outre, Druk Air a mis en évidence ses préoccupations liées à une « bosse » sur la piste, au motif qu'elle peut provoquer à long terme des dommages structurels à ses appareils. Druk Air a également demandé que les deux buttes de chaque côté de la piste soient retirées au motif que l'aéroport est sujette à de forts vents de travers et que ces monticules représentent un danger pour les aéronefs dans de telles conditions.
En octobre 2013, il a été annoncé que l'aéroport serait fermé à tout trafic aérien jusqu'en 2015, en raison de l'absence de service d'incendie et pour permettre d'importantes réparations de la structure de l'aérodrome.
L'aérodrome a rouvert le 8 octobre 2017.

## Installations
L'aéroport se trouve à une altitude de 2 700 m. Il a une piste orientée 12/30 avec une surface en asphalte mesurant 1 266 × 37 m,.

## Situation
| \| 30 km1:4 873 000 \| Thimphu Bathpalathang Yongphulla Gelephu |
| 30 km1:4 873 000                                                |

## Compagnies aériennes et destinations
| Compagnies      | Destinations        |
| --------------- | ------------------- |
| Bhutan Airlines | Paro (suspendu)     |
| Druk Air        | Bathpalathang, Paro |

Édité le 05/01/2019